# Nekrolog 1294
Nekrolog
◄◄
| ◄
| 1290
| 1291
| 1292
| 1293
| 1294 | 1295 | 1296 | 1297 | 1298 | ► | ►►
Weitere Ereignisse | Allgemeiner Nekrolog 1294
Die Beschreibung der verstorbenen Person sollte so kurz wie möglich gehalten sein und nur deren signifikante Tätigkeit(en) enthalten.
Neue Namen ggf. auch unter dem Geburts- und Sterbedatum, also etwa unter 1. Januar und im Geburts- und Sterbejahr (2024) eintragen (nur bei entsprechender großer Wichtigkeit). Für Beispiele siehe die schon vorhandenen Artikel.
Außerdem über die fünf zuletzt Verstorbenen, zu denen es einen ausreichend guten Artikel für eine Präsentation auf der Hauptseite gibt, nach der todesbedingten Überarbeitung der Artikel ggf. auch unter Wikipedia Diskussion:Hauptseite informieren und sie am besten auch in den anderen Wikipedia-Sprachversionen eintragen. Tipp: Regelmäßig bei news.google.de nach „ist tot“, „gestorben“ oder „verstorben“ suchen.
Wenn eine Person gestorben ist, gibt es viele Seiten zu dieser Person in der Wikipedia, die davon auch betroffen sind und entsprechend aktualisiert werden müssen. Beispiele: Namenübersichtsseite, Geburtsjahr, Geburtsort-Seiten und viele mehr.
Wie finde ich die betroffenen Seiten?
Im Suchfeld auf der linken Seite gibt man den Suchbegriff so ein: „Vorname Nachname“. Dann klickt man auf Volltext und alle Seiten mit entsprechendem Suchtext werden aufgerufen. Hier sieht man dann schnell, wo auch das Todesjahr Sinn macht oder sogar ein Teil des Artikels angepasst werden muss. Auch hilft das „Werkzeug“ auf der linken Seite sehr gut, um solche Seiten aufzufinden: „Links auf diese Seite“. Somit ist die Wikipedia wieder aktuell in allen Bereichen! Hinweis: bei Eintragung der Kategorie „Gestorben JAHR“ wird der Missbrauchsfilter 49 ausgelöst, was jedoch nicht schlimm ist. Siehe: Spezial:Missbrauchsfilter/49
Dies ist eine Liste von im Jahr 1294 verstorbenen bekannten Persönlichkeiten. Die Einträge erfolgen innerhalb der einzelnen Daten alphabetisch sortiert. Tiere sind im Nekrolog für Tiere zu finden.

## Januar
| Tag        | Name                  | Beruf, bekannt als                 | Alter | Beleg |
| ---------- | --------------------- | ---------------------------------- | ----- | ----- |
| 28. Januar | Safi ad-Din al-Urmawi | persischer Musiktheoretiker        |       |       |
| Januar     | Rabban Bar Sauma      | nestorianischer Mönch und Diplomat |       |       |

## Februar
| Tag         | Name                | Beruf, bekannt als                        | Alter | Beleg |
| ----------- | ------------------- | ----------------------------------------- | ----- | ----- |
| 2. Februar  | Ludwig der Strenge  | Herzog von Bayern und Pfalzgraf bei Rhein | 64    |       |
| 4. Februar  | Johannes von Vechta | Erzbischof von Riga                       |       |       |
| 18. Februar | Kublai Khan         | mongolischer Herrscher                    | 78    |       |

## April
| Tag       | Name            | Beruf, bekannt als                                                                             | Alter | Beleg |
| --------- | --------------- | ---------------------------------------------------------------------------------------------- | ----- | ----- |
| 17. April | Rudolf von Bern | Schweizer Kind, für dessen Tod Juden als angebliche Ritualmörder verantwortlich gemacht wurden |       |       |

## Mai
| Tag    | Name      | Beruf, bekannt als | Alter | Beleg |
| ------ | --------- | ------------------ | ----- | ----- |
| 3. Mai | Johann I. | Herzog von Brabant |       |       |

## August
| Tag        | Name                     | Beruf, bekannt als                                                          | Alter | Beleg |
| ---------- | ------------------------ | --------------------------------------------------------------------------- | ----- | ----- |
| 10. August | Latino Malabranca Orsini | römischer Adliger, italienischer Kardinal und Neffe von Papst Nikolaus III. |       |       |
| 12. August | Guillaume de Conflans    | Bischof von Genf                                                            |       |       |

## Oktober
| Tag         | Name             | Beruf, bekannt als     | Alter | Beleg |
| ----------- | ---------------- | ---------------------- | ----- | ----- |
| 2. Oktober  | John of Sandford | englischer Geistlicher |       |       |
| 26. Oktober | Bogo de Clare    | englischer Geistlicher | 46    |       |

## November
| Tag          | Name                           | Beruf, bekannt als                 | Alter | Beleg |
| ------------ | ------------------------------ | ---------------------------------- | ----- | ----- |
| 2. November  | Heinrich II. Edler von Stadion | Abt im Kloster St. Blasien         |       |       |
| 26. November | Albrecht von Ramstein          | Abt des Bodenseeklosters Reichenau |       |       |

## Dezember
| Tag          | Name        | Beruf, bekannt als     | Alter | Beleg |
| ------------ | ----------- | ---------------------- | ----- | ----- |
| 25. Dezember | Mestwin II. | Herzog von Pommerellen |       |       |

## Datum unbekannt
| Tag | Name                      | Beruf, bekannt als                                                   | Alter | Beleg |
| --- | ------------------------- | -------------------------------------------------------------------- | ----- | ----- |
|     | Ogerio Alfieri            | italienischer Politiker und Chronist                                 |       |       |
|     | Roger Bacon               | englischer Philosoph                                                 |       |       |
|     | Dimitri I.                | russischer Großfürst                                                 |       |       |
|     | Guittone d’Arezzo         | italienischer Dichter                                                |       |       |
|     | Heinrich von Stretelingen | Minnesänger und Angehöriger eines Freiherrengeschlechts am Thunersee |       |       |
|     | Brunetto Latini           | italienischer Staatsmann, Gelehrter und Schriftsteller               |       |       |
|     | Ludwig von Tübingen       | Pfalzgraf von Tübingen und Graf von Horb                             |       |       |
|     | Andreas Taft              | florentinischer Mosaik-Arbeiter                                      |       |       |
|     | Jean de Villiers          | Großmeister des Johanniterordens                                     |       |       |
|     | Yagbe’u Seyon             | Negus Negest (Kaiser) von Äthiopien                                  |       |       |